# Teste de toxicidade
O teste de toxicidade é utilizado para saber se o efluente produzido por uma empresa é tóxico, conhecer o grau de toxicidade de um produto químico ou ainda descobrir se o sedimento do fundo do mar está contaminado antes de fazer uma dragagem.

## Detalhamento técnico
Verificar a toxicidade de um efluente produzido por uma indústria é fundamental para evitar que ele contamine o meio e cause danos aos organismos vivos presentes no mar, no rio ou em outro corpo receptor que funcione como destino final do material.
Para a indústria que quer avaliar se o seu efluente lançado é prejudicial ao meio ambiente e em que proporção, podem ser realizados testes de toxicidade no efluente e em amostras do corpo receptor.
São recolhidas amostras do efluente para serem diluídas em laboratório em diferentes proporções. O objetivo é saber se o material é tóxico e qual a diluição necessária para reduzir a toxicidade a um nível não prejudicial. É que um produto que é tóxico quando concentrado terá sua toxicidade reduzida na medida em que for sendo misturado à água e poderá deixar de ser prejudicial ao meio e aos organismos vivos.
Além de avaliar o efluente propriamente dito, também podem ser feitos testes de toxicidade de produtos químicos que são fornecidos para a indústria. Para tornar o processo produtivo mais limpo, as indústrias se preocupam em adquirir produtos químicos não contaminantes ou que deixam de ser prejudiciais quando diluídos.
Ao adquirir um produto químico que será usado no processo produtivo de um determinado fornecedor, a indústria quer saber qual a toxicidade desse produto ou em que proporção deverá diluí-lo, por meio de um laudo de toxicidade. Resultado: fornecedores de produtos químicos precisam realizar testes para ter essas informações antes de comercializar sua produção.
Os testes podem ser feitos a partir de amostras concentradas do produto de várias diluições posteriores que vão apontar qual a diluição necessária para que o produto não seja prejudicial ao ambiente. Dessa forma, a indústria evita que, ao final do processo, produtos tóxicos contaminem o efluente e o corpo receptor.
Outro teste de toxicidade existente é agora uma exigência da legislação antes da realização de dragagens em portos.
É que o lançamento de efluentes contaminados em um corpo receptor ao longo dos anos contamina não só a água como também o sedimento no fundo do mar ou rio. Ao retirar esse sedimento numa dragagem e dispensá-lo em outro lugar, a contaminação também está sendo "deslocada" e irá causar danos ao ambiente.
A resolução exige que sejam feitos testes de toxicidade para avaliar se esse sedimento está ou não contaminado antes de dragá-lo. A análise deve ser química e granulométrica e, dependendo dos resultados, também ecotoxicológica.
O teste granulométrico é feito para avaliar se o sedimento em análise tem ou não o tamanho necessário para uma avaliação segura, já que a areia grossa não costuma reter os contaminantes. Depois, é feita a análise química que revela quais os compostos que contaminaram o sedimento e a quantidade de cada um deles está presente na amostra.
Dependendo dos resultados, é feita a avaliação ecotoxicológica em que a amostra do sedimento é levada para um laboratório e, lá, recebe organismos vivos. A intenção, neste caso, é avaliar como os organismos se mantêm neste ambiente, se conseguem se desenvolver normalmente.